# Ambasada Ukrainy w Mińsku
Ambasada Ukrainy w Mińsku (ukr. Посольство України в Мінську, Посольство України в Республіці Білорусь, biał. Пасольства Украіны ў Мінску) – misja dyplomatyczna Ukrainy w Republice Białorusi.
Przy ambasadzie działa konsulat i ataszat obrony (stanowisko attaché obrony obecnie wakuje).

## Historia
Stosunki dyplomatyczne pomiędzy obydwoma krajami zostały nawiązane 27 grudnia 1991. 30 czerwca 1992 otworzono Ambasadę Ukrainy w Mińsku.
1 grudnia 2000 nastąpiło oficjalne otwarcie obecnej siedziby ambasady. W uroczystości wzięli udział prezydent Ukrainy Łeonid Kuczma, premier Ukrainy Wiktor Juszczenko, premier Białorusi Uładzimir Jarmoszyn oraz ministrowie spraw zagranicznych obu państw.
Po wybuchu wojny rosyjsko-ukraińskiej w 2014 wzrosła rola ambasady ze względu na toczące się na Białorusi rozmowy pokojowe oraz zacieśnienie współpracy ukraińsko-białoruskiej po odmowie uznania przez prezydenta Białorusi Alaksandra Łukaszenkę przyłączenia Krymu do Rosji. Współpraca ta załamała się po wyborach prezydenckich na Białorusi w 2020, kiedy Ukraina nie uznała ich wyników i przyłączyła się do zachodnich sankcji przeciwko białoruskim urzędnikom odpowiedzialnym za ich sfałszowanie i tłumienie protestów.
Po rozpoczęciu inwazji Rosji na Ukrainę 24 lutego 2022, przeprowadzonej także z terytorium Białorusi, Ukraina w przeciwieństwie do stosunków z Rosją, nie zerwała stosunków z Białorusią, a ambasada w Mińsku funkcjonuje nieprzerwanie. 23 marca 2022 Białoruś wydaliła część ukraińskich dyplomatów, oskarżając ich o szpiegostwo, czemu zaprzeczyła strona ukraińska. W rezultacie tych kroków ambasada działa w systemie 1+4 (ambasador i czterech pracowników) oraz zamknięto Konsulat Generalny Ukrainy w Brześciu.
W trakcie inwazji ambasador Ihor Kyzym interweniował w Ministerstwie Spraw Zagranicznych Białorusi oraz wygłaszał wypowiedzi krytykujące władze białoruskie. Propaganda białoruska atakowała ambasadę, zarzucając jej werbowanie najemników do wojny z Rosją.
18 kwietnia 2023 Ministerstwo Spraw Zagranicznych Ukrainy wezwało ambasadora Kyzyma na konsultacje do Kijowa. Decyzję tę podjęto po przyjęciu przez prezydenta Białorusi Alaksandra Łukaszenkę przewodniczącego Prezydium Rady Najwyższej Donieckiej Republiki Ludowej Dienisa Puszylina. 22 czerwca 2023 został on odwołany ze stanowiska.